# Rainer Ditzfeld
Rainer Ditzfeld (* 10. Oktober 1961) ist ein deutscher Politiker. Er ist seit 2015 Bürgermeister der niedersächsischen Stadt Achim im Landkreis Verden.

## Leben
Ditzfeld trat im Jahr 2006 bei der Bürgermeisterwahl in Achim als Mitglied der CDU an, verlor dort jedoch gegen seinen Gegenkandidaten Uwe Kellner (parteilos). Da ihn die örtliche CDU zur Wahl 2015 nicht als Kandidaten aufstellte, trat er aus der Partei aus und gewann als Einzelbewerber  in der Stichwahl. Im Jahr 2021 gewann Ditzfeld in der Stichwahl mit 61,8 Prozent der Stimmen.